# 우니
우니(마푸둥군어: uñi, 학명: Ugni molinae 우그니 몰리나이[*])는 도금양과의 관목이다. 칠레와 아르헨티나 남부의 인접 지역에서 자생하며, 마푸체족 언어로 "우니(uñi)", 스페인어로 "무르타(murta)"라 부른다. 영어권에서는 "우니베리(uñiberry)"라 부르기도 한다.

## 갤러리

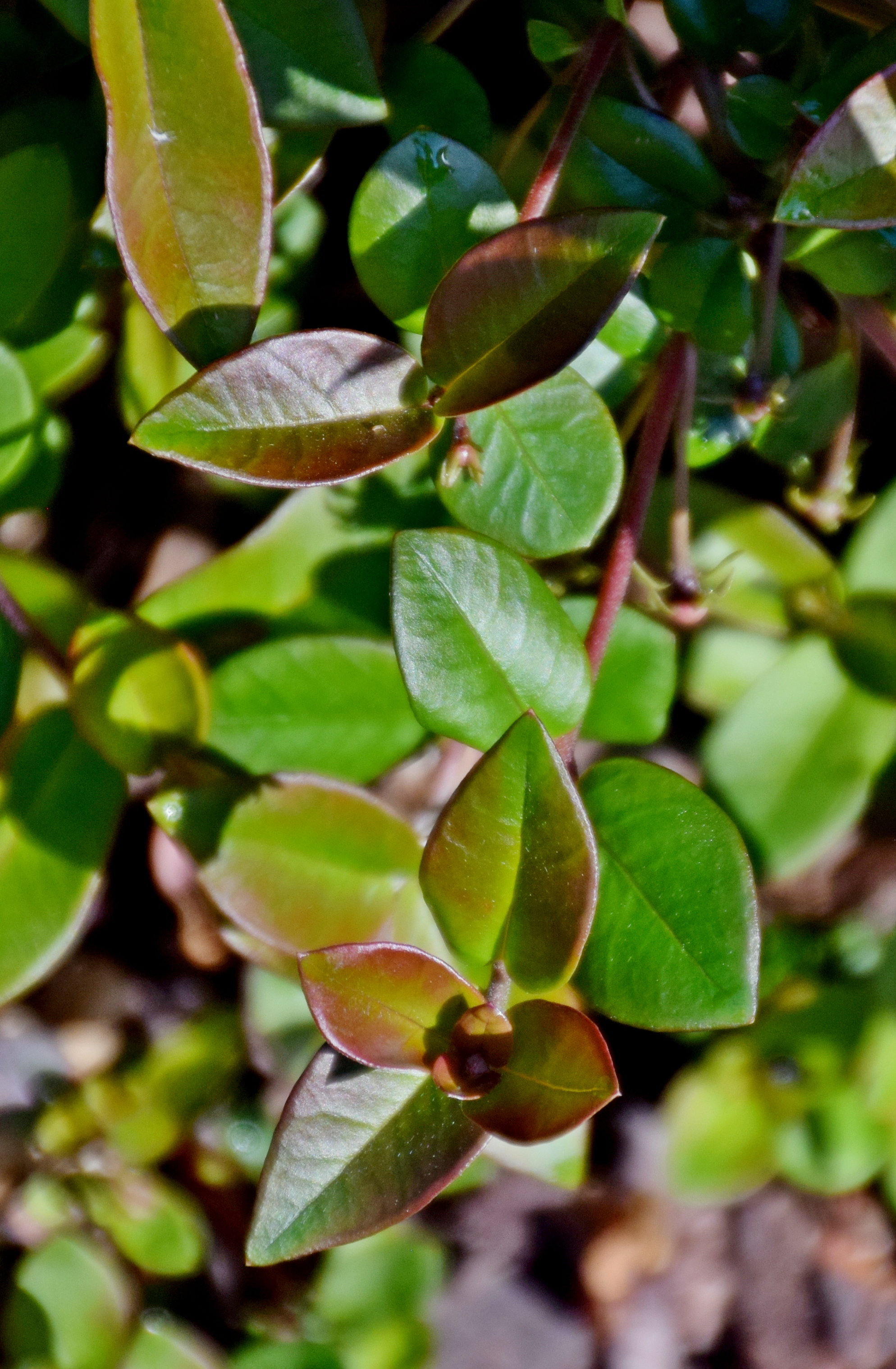
잎
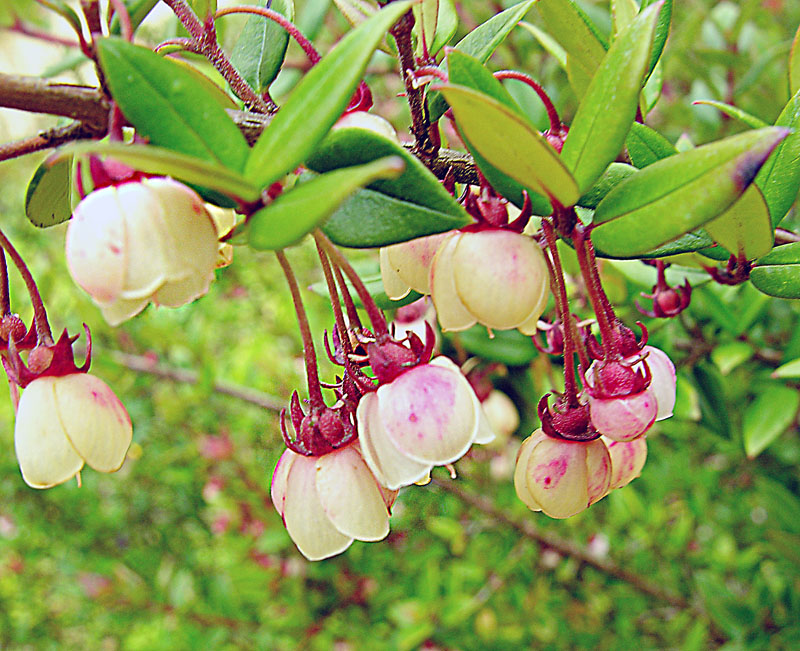
꽃
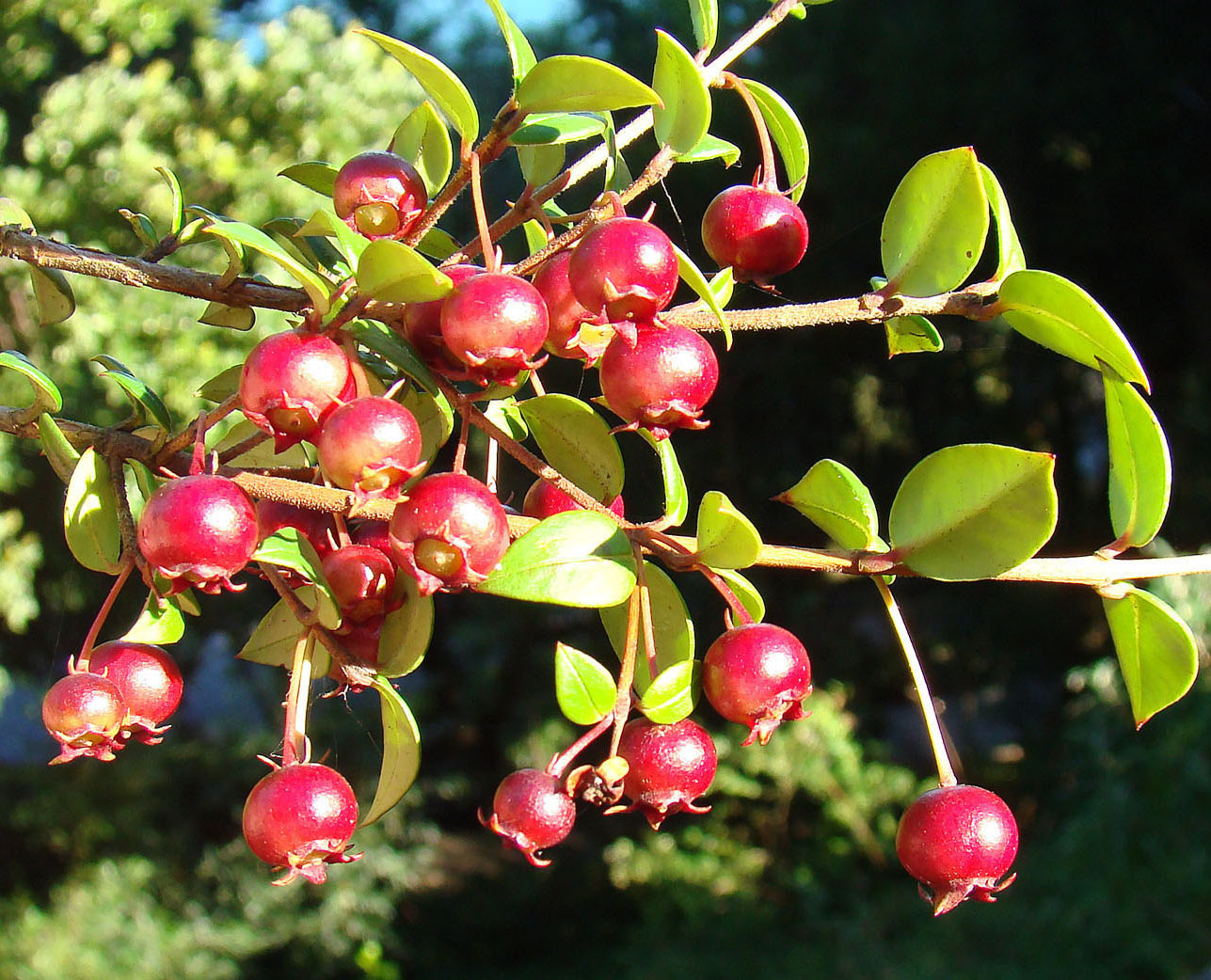
열매